# Mission sui juris des Tokelau
La mission sui juris des Tokelau est une juridiction de l'Église catholique.

## Territoire
La mission sui juris couvre les Tokelau, un archipel néo-zélandais constitué de trois atolls polynésiens.

## Histoire
La mission sui juris est érigée le 26 juin 1992.

## Supérieurs
- 26 juin 1992 à mai 2011 : Patrick Edward O'Connor (en)
- 6 mai 2011 à 2015 : Oliver P. Aro (de), M.S.P.
- 22 décembre 2015 - 25 avril 2023 : Alapati Lui Mataeliga (en)
- Depuis le 21 décembre 2024 : Mosese Vitolio Tui (en), S.D.B.